# Српска асоцијација америчког фудбала
Српска асоцијација америчког фудбала (СААФ) је организација која управља америчким фудбалом у Србији. Седиште асоцијације је у Београду, а основана је 2003. године. Тренутни председник је Никола Давидовић.

## Историјат
Српска асоцијација америчког фудбала основана је 2003. године. Први клуб основан је годину дана раније, у Сремској Митровици када су основани Сирмијум лиџонарси. Убрзо су основане и екипе: Вајлд борси Крагујевац, Вукови Београд, Пантерси Панчево и Стидси Ниш чиме је створена могућност да се одигра прва сезона под организацијом савеза. Због мањка финансијских средстава, што ће се у будућности показати као хронични недостатак, та прва лига је одиграна без опреме.
Четири тима из Србије који су набавили опрему за амерички фудбал укључују се 2006. године у СЕЛАФ лигу, регионалну лигу која обухвата југоисточну Европу. Ти клубови су Дјукси Нови Сад, Вајлд борси Крагујевац, Вукови Београд и Сирмијум лиџонарси. Осталих 11 тимова који нису имали опрему одиграли су лигу без опреме тако што су тимови подељени у две групе, север и југ, према географском положају. Следеће године - 2007. одиграна је прва лига са опремом, док је напоредо са њима 7 тимова без опреме одиграло последњу лигу без опреме у Србији. Од 2008. сви тимови који се такмиче у Србији поседују потребну опрему. Правила по којима се игра амерички фудбал у националном првенству нису по НФЛ правилима, већ по НЦАА правилима, тј. правилима која важе за америчку колеџ лигу која се разликује у појединостима од професионалне америчке лиге.
Године 2008. долази до раскола унутар САФС-а и самим тим формирају се два паралелна савеза, САФС који су мање-више предводили Крагујевац вајлд борси и Београд блу драгонси и СААФ који су формирали Вукови Београд и Нови Сад дјукси заједно са још неколико клубова. Срећом, тај период је кратко трајао, тако да се од сезоне 2011. клубови поново уједињују у оквиру једног савеза, као што је и природно да буде. У овој сезони учешће у такмичењу је узело 20 клубова, подељених у 3 дивизије - Центар, Север и Југ. Шампион Србије постала је екипа Београд вукова. Они су у финалу савладали у Крагујевцу домаћу екипу Вајлд Борс у узбудљивој утакмици, пуној преокрета и пред више од 1000 гледалаца.
И наредних три година настављена је доминација Вукова који су освојили првенство 2012, 2013. и 2014. године.
Наредне године, екипа Дјукси Нови Сад осваја прву титулу у историји клуба. Новосађани су одиграли савршену сезону и без пораза освојили титулу у финалу против Вукови Београд победом 25:23. Овом победом Војводе су освојиле и ЦЕФЛ лигу у којој су осим финалиста учествовали Силверхокси Љубљана и Блу девилси Синеплекс.
Од 2016. године примат преузмају Вајлд борси Крагујевац који освајају четири узастопне титуле. Три пута (2016, 2018. и 2019. године) савладали су Вукови Београд, а 2017. године били су бољи од Дјукси Нови Сад.
Почетак сезоне 2020. године био је планиран за 21. март, али су суспендована сва такмичења у организацији СААФ због пандемије ковида 19.

## Такмичења
Под покровитељством СААФ-а функционише неколико такмичења у америчком фудбалу.
| Такмичења | Спорт Клуб Прва лига Србије у америчком фудбалу Друга лига Србије у америчком фудбалу Трећа лига Србије у америчком фудбалу Сениорска флег лига Србије Женска флег лига Србије Јуниорска лига Србије у америчком фудбалу Кадетска лига Србије у америчком фудбалу Пионирска лига Србије у америчком фудбалу Пионирска флег лига Србије у америчком фудбалу Флег лига петлића Србије у америчком фудбалу |

## Председници
- Никола Давидовић (2021 - )[1]
- Бранко Вучинић (2017 - 2021)
- Раде Ракочевић (2013 - 2017)
- Вук Динчић (2010 - 2013)

## Партнери и спонзорства
- Arena Channels Group[2]
- Меридианбет[3]
- Пента
- K-food
- Спортски савез Србије
- Министарство омладине и спорта[4]